# Barbus longiceps
Barbus longiceps is een  straalvinnige vissensoort uit de familie van eigenlijke karpers (Cyprinidae). De wetenschappelijke naam van de soort is voor het eerst geldig gepubliceerd in 1842 door Valenciennes.
De soort staat op de Rode Lijst van de IUCN als Bedreigd, beoordelingsjaar 2014. De omvang van de populatie is volgens de IUCN dalend.